# Ketampa brattstroemi
Ketampa brattstroemi är en mångfotingart som beskrevs av Chamberlin R. 1955. Ketampa brattstroemi ingår i släktet Ketampa och familjen storjordkrypare. Inga underarter finns listade i Catalogue of Life.